# Народное движение революции
Народное движение революции (фр. Mouvement Populaire de la Revolution) — политическая партия ДРК и Заира, основанная диктатором Мобуту Сесе Секо в 1967 году. C 1970 года и до свержения Мобуту в 1997 году — правящая и единственная законная партия в стране.

## Идеология
Официальная идеология партии изложена в «Манифесте Нселе», она включает в себя африканский национализм, революционность и «подлинность». Революция описана в манифесте как «по-настоящему национальная», за которой должен последовать отказ от капитализма и коммунизма. Долгие годы официальным лозунгом партии являлась фраза: «Ни вправо, ни влево, а только движение в собственном направлении».
В соответствии с доктриной «подлинного заирского национализма», или «мобутизма», Мобуту подчинил церковные школы государству, запретил праздновать Рождество и носить христианские имена, более того, начал насаждать некую гражданскую религию, в которой место церкви отводилось партии. Придавая «мобутизму» черты мессианства, президент говорил, что, пока он жив, «не будет проблем между Богом, Мобуту и заирцами».

## Однопартийная система

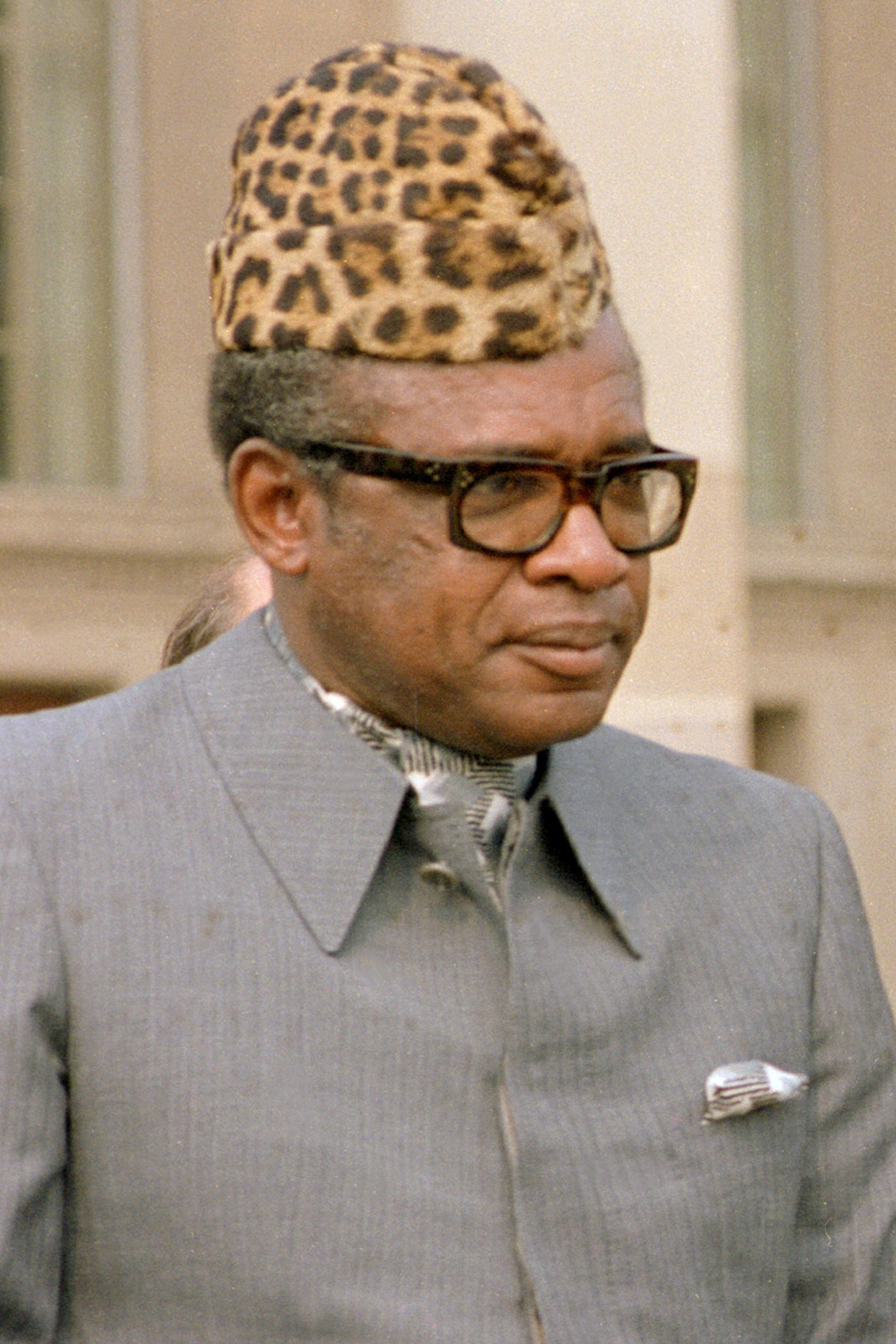
Мобуту Сесе Секо, президент Заира (1965—1997)

Начиная с 23 декабря 1970 года и до временного введения многопартийности в 1990 году партия являлась единственной легальной в стране, все граждане Заира автоматически становились её членами при рождении. Конституцией республики Заир (1974) было закреплено, что «в стране существует только одно учреждение, — Национальное движение революции, возглавляемое его президентом», президент НДР являлся также президентом республики, ему принадлежала вся полнота власти в стране. Идеология партии («мобутизм») провозглашалась официальной идеологией страны.
По конституции, НДР избирала своего председателя каждые семь лет. Он утверждался на национальном референдуме и становился президентом республики Заир. Каждые пять лет подавался единый список кандидатов НДР в законодательный орган. С помощью этой системы Мобуту осуществлял политический контроль над страной.
Индивидуальные свободы систематически ограничивались не столько принуждением, сколько пропагандой и культом личности «вождя». Партия, членом которой каждый гражданин становился в момент рождения, по логике своего основания былa слитa с государством и вне его не могла функционировать. НДР обладала признаками организации до уровня областей и подобластей, a ниже растворялась в аморфной массе населения.

## Многопартийный период
Однопартийная система в стране продолжалась до 24 апреля 1990 года, когда в Заире была провозглашена «Третья республика». В этот день Мобуту заявил о снятии запрета на создание политических партий.
«Умеренная» и «жесткая» фракции НДР стали неким подобием двух пропрезидентских партий, а третьей партией являлся Союз за демократию и социальный прогресс. Мобуту заявил, что он будет «выше политических партий», и официально ушел в отставку с поста президента НДР в тот же день, хотя снова занял этот пост 21 апреля 1991 года, всего спустя год.
Партия прекратила своё существование в 1997 году, когда диктатура Мобуту была свергнута повстанцами во главе с Лораном Кабилой в результате Первой конголезской войны.